# Hydropsyche teruela
Hydropsyche teruela är en nattsländeart som beskrevs av Malicky 1980. Hydropsyche teruela ingår i släktet Hydropsyche och familjen ryssjenattsländor. Inga underarter finns listade i Catalogue of Life.